# Azaguié Aoua
Azaguié Aoua est un village dans le Sud de la Côte d'Ivoire dans le département d'Abgoville, appartenant à la sous-préfecture d'Azaguié.